# 小諸中央映画劇場
小諸中央映画劇場（こもろちゅうおうえいがげきじょう）は、長野県小諸市にあった映画館。1950年（昭和25年）に開館し、1993年（平成5年）に閉館した。略称は中映（ちゅうえい）。

## 歴史
| 映画最盛期の北佐久郡の映画館 | 映画最盛期の北佐久郡の映画館 | 映画最盛期の北佐久郡の映画館 | 映画最盛期の北佐久郡の映画館 |
| 1953年                       | 1953年                       | 1960年                       | 1960年                       |
| 館名                         | 自治体                       | 館名                         | 自治体                       |
| ---------------------------- | ---------------------------- | ---------------------------- | ---------------------------- |
| 小諸キネマ                   | 小諸町                       | 小諸キネマ                   | 小諸市                       |
| 小諸中央映画劇場             | 小諸町                       | 中央映画劇場                 | 小諸市                       |
| 軽井沢会館                   | 軽井沢町                     | 軽井沢映画劇場               | 軽井沢町                     |
| 沓掛文化会館                 | 軽井沢町                     | 沓掛文化会館                 | 軽井沢町                     |
| 御代田劇場                   | 御代田村                     | 御代田劇場                   | 御代田町                     |
| 川西座                       | 本牧村                       | 川西座                       | 望月町                       |
| 岩村田劇場                   | 岩村田町                     | 岩村田劇場                   | 浅間町                       |
| 岩村田キネマ                 | 岩村田町                     | ロマンス座                   | 浅間町                       |
| 蓼科劇場                     | 三都和村                     |                              |                              |

1950年（昭和25年）5月、北佐久郡小諸町にある小諸城大手門南入口の材木置場に小諸中央映画劇場が開館した。椅子250席が設置されており、立見席150席を合わせた収容人数は400人だった。小諸町には1920年（大正9年）に鶴巻館（1926年に小諸キネマに改称）が開館しており、小諸中央映画劇場は小諸キネマに次ぐ2番目の映画館だった。
1953年（昭和28年）の『全国映画館総覧』によると、同時期の長野県には80館の映画館があり、北佐久郡には小諸中央映画劇場と小諸キネマを含めて9館があった。1955年（昭和30年）の『全国映画館総覧』によると、同時期の収容人員は680人の小諸キネマより少ない450人だった。

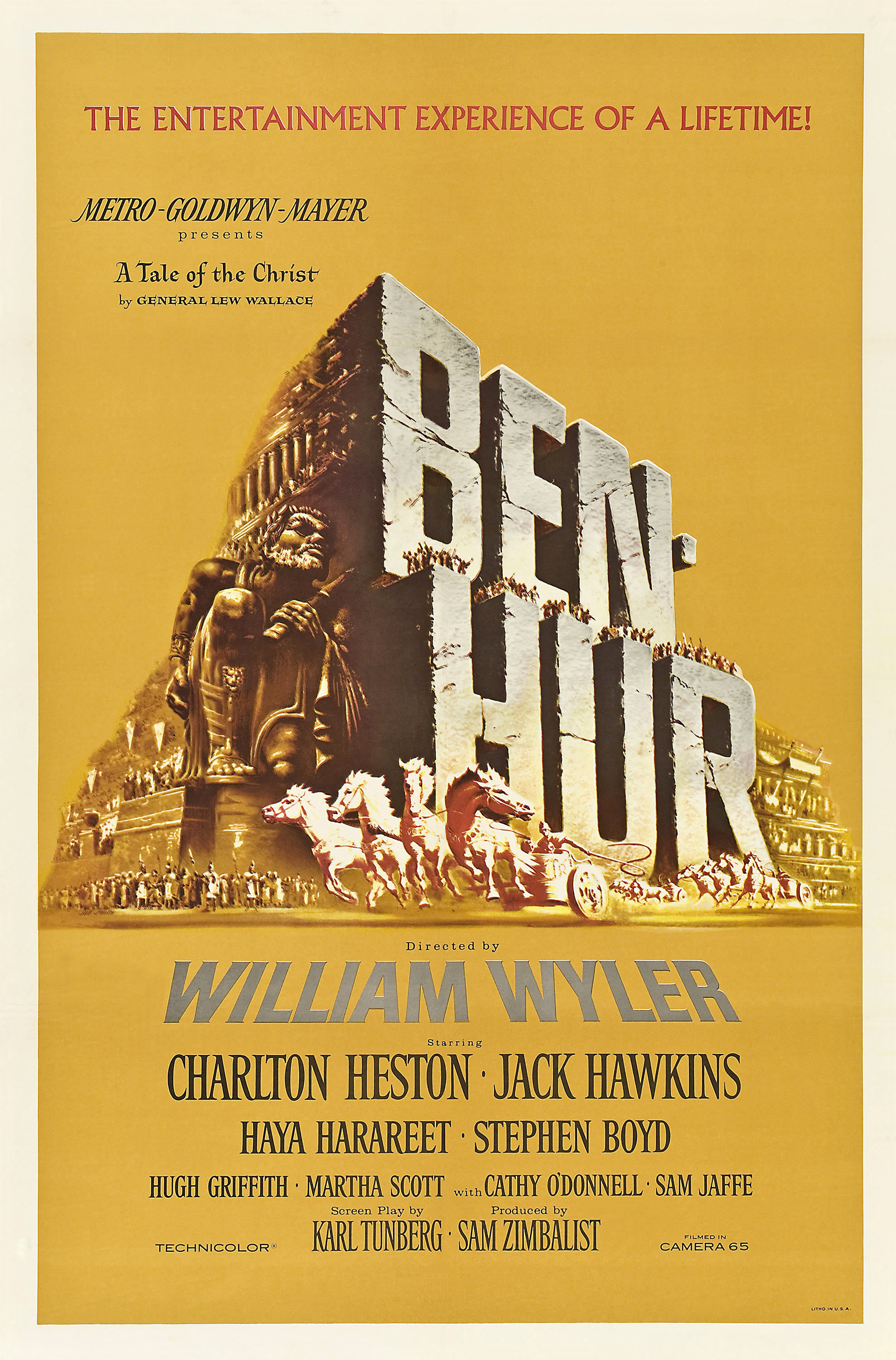
小諸中映でも上映した『ベン・ハー』（1959年）

当初は東映・東宝・日活の邦画を上映していたが、小諸キネマとの競合を避けて洋画を上映するようになった。年配者はまだ字幕スーパーに抵抗がある時代であり、小諸中央映画劇場は学生などの若者に人気があった。個別の作品では、『風と共に去りぬ』（1939年・ヴィクター・フレミング監督）、『哀愁』（1940年・マーヴィン・ルロイ監督）、『ベン・ハー』（1959年・ウィリアム・ワイラー監督）などが特に人気があった。
映画上映のほかには、映画と歌謡曲を組み合わせた出し物や、東京歌舞伎や浪曲などの興行も行った。1980年（昭和55年）の『映画館名簿』によると、同時期の長野県には51館の映画館があったが、北佐久郡域の映画館は小諸中央映画劇場、小諸キネマ、望月町の望月川西座の3館のみだった。1985年（昭和60年）頃には小諸キネマが閉館。小諸中央映画劇場は小諸市唯一の映画館として営業を続けていたが、1993年（平成5年）に閉館し、その後建物は解体された。